# 中国新华航空
中国新华航空（英語：China Xinhua Airlines，简称新华航）是中国的一家航空公司，成立于1992年8月，总部位于北京，运营基地为北京首都国际机场和天津滨海国际机场。2001年被海南航空集团重组，并于2002年与海南航空、长安航空、山西航空一起共同使用HU代码。2007年海航集团欲以新华航作基础，成立大新华航空来整合旗下的航司，未能成功，该计划于2012年放弃。目前其自有客机除公司名称除涂有“中国新华航空CHINA XINHUA AIRLINES”外，其余与海南航空本部的标准涂装无异。

## 历史

### 独立航司运营时期

新华航空第一代标志

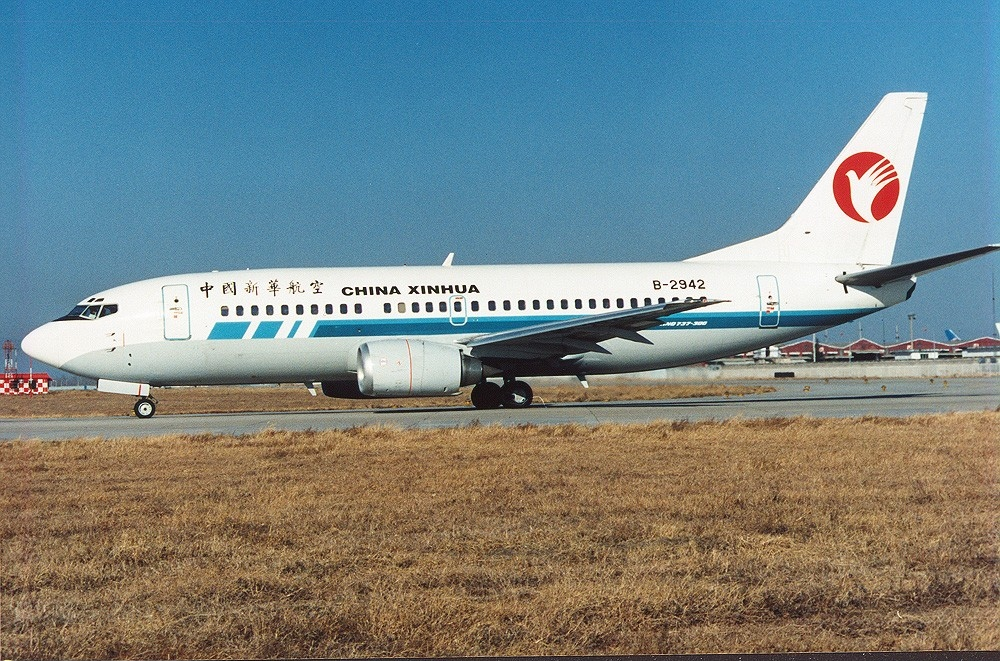
中国新华航空独立运营时期的波音737-332客机

中国新华航空集团有限公司前身是中国新华航空公司，中国新华航空公司是以航空客货运输为主业的国有企业，在原中国航空联运服务公司的基础上由中国联合航空公司前副总经理蒋伯约带头，于1992年8月正式成立，1993年6月8日开航，总部最初设在北京劲松南路１号，首航为天津至深圳的航班。新华航先后挂靠在国家经委、国家计委属下，最初注册资本150万元人民币，主要经营国内航空客货运输业务，运营基地分别在北京首都国际机场和天津滨海国际机场。到1996年，新华航拥有5架波音737一300客机及60名员工，总资产有6.78亿元人民币。1999年按照中共中央办公厅、国务院办公厅（中办发[1998]27号）关于政企脱钩的通知要求，并经中共中央办公厅、国务院办公厅（中办发[1999]1号）批准，新华航空公司成为神华集团全资直属公司。至2001年重组前夕，新华航开通由京津始发飞往中国内地50多个城市的共80多条航线。
然而自开始运营以来，新华航不断亏损，其负债率一度高达98％，即使是神华集团入主之后也难以改善。再加上2001年中国民航业迎来以三大航（国航、东航、南航）为主导的兼并重组潮，如新华航一样的地方航空公司也走到必须考虑重组的地步。南航、国航均曾考虑重组新华航，但因为种种原因告吹。

### 海航重组新华航
海南航空股份有限公司于2001年4月3日召开2001年第三次临时股东大会，同意公司与神华集团、海航集团有限公司共同出资对新华航空实施重组。海航股份以经评估的飞机等实物资产作价8.077亿元和现金1.256亿元作为对新组建新华航的出资，出资总额为 9.333亿元，占新组建新华航空注册资本18.3亿元的51%；而海航集团有限公司出资1.647亿元，神华集团出资7.32亿元（其中包括价值5.82亿元的债权和原新华航空1亿元的净资产作价再加上现金出资0.5亿元人民币。）后两者分别占重组后新华航空注册资本的9%和40%。此次重组之后的新华航空全称更名为“中国新华航空有限责任公司”。重组当年新华航就扭亏为盈，注册资本由150万元增至18.3亿元，资产规模达到36亿元；资产负债率由重组前的98％下降到47％。旅客运输量达到160万人次；获得45条新增航线的经营权，同比增加104.6％。运营收入为14.9亿元，比2000年同期增长42.49％，实现利润6907万元。

### 并入海航时期

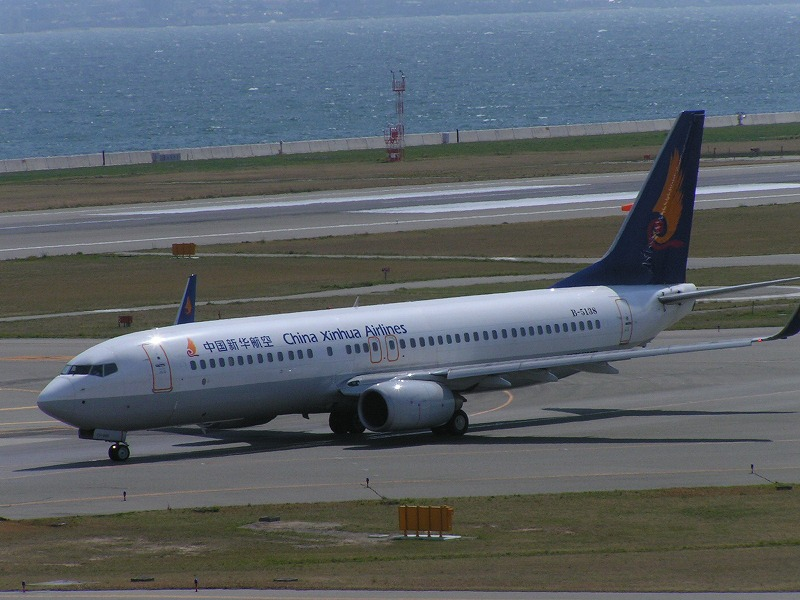
并入海航后的新华航737-800，为海航第二代标准涂装

- 2002年10月27日，新华航与海航集团属下其他三家航空公司（海南航空、长安航空、山西航空）统一使用HU航班号代码，并统一使用海航的企业形象标识，涂装。

在这之后海航集团一直有意将新华航空作为核心资产，并整合旗下其他航空资源，从而实现航空板块整体上市。先于2004年以新华航成立了新华航空控股公司，2007年年底新华航空控股公司更名为大新华航空并获批，后者被海航集团作为航空产业的核心企业，并计划把旗下海航、新华航空、长安航空、山西航空的资产注入大新华航空，由多个法人变更为单一法人，通过收购海南航空集团旗下的新华航空、长安航空、山西航空其他股东的股权，最终完成4家公司的合并。然而之后由于种种原因没能成行。
- 2010年9月15日，海南航空在上交所宣布其子公司中国新华航空有限责任公司正式更名为中国新华航空集团有限公司。
- 2011年8月12日，海南航空宣布其拟10.8亿受让关联方拥有的的新华航空32%股权，自此全资控股新华航空。

## 機隊

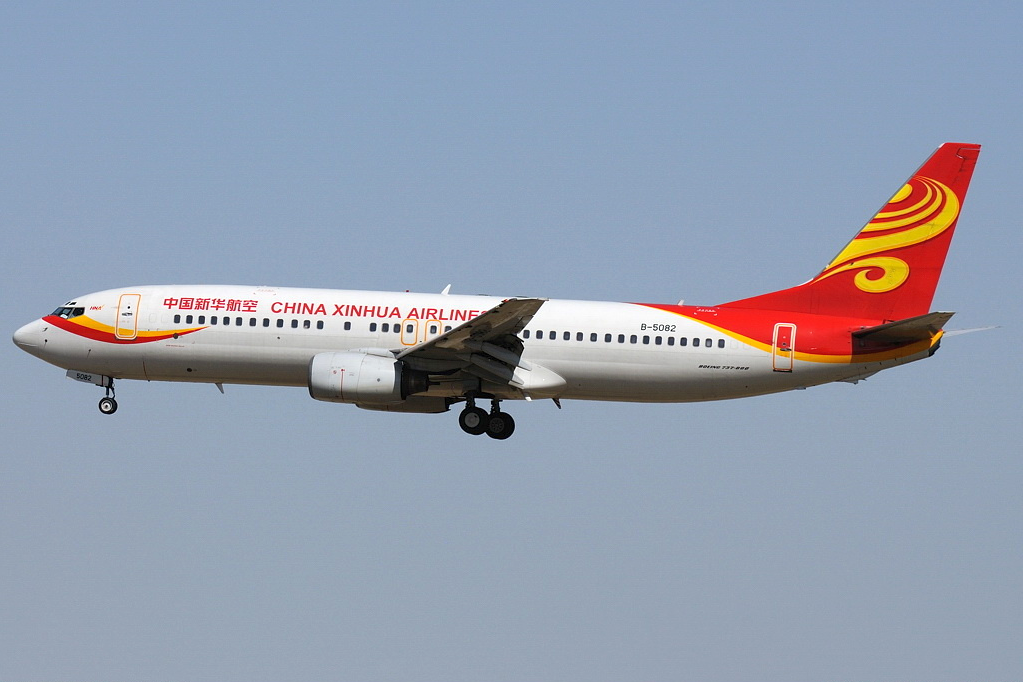
新华航空波音737-800正在降落於北京首都國際機場

截止2020年6月，新华航空机队如下
- 6架波音737-300（已除役）
- 3架波音737-400（已除役）
- 5架波音737-800（已除役）

## 意外事故
2000年9月27日上午7：40分，由包头飞往北京的一架载客143人（其中含有3位日本乘客，1位美国乘客，14位台湾地区乘客）的中国新华航空公司航班，在途中被一名身高1.44米的侏儒男子劫持，飞机被迫改变航向，机组人员在搏斗过程中制服了歹徒，机长韩建新受重伤，但乘客安然无恙。被劫持的飞机是新华航空的波音737-300，航班号为XW126。据当时飞机上的乘客介绍，劫机者是个身材矮小瘦弱的中年男子，大概30多岁，包头口音。当时手持一把手枪、一把匕首顶住了机组人员，要求飞机向南飞。机组人员考虑到乘客的安全，按照他的要求改变了航线。在与歹徒周旋时，机长乘其不备启动了自动驾驶装置。当飞机飞到青岛附近上空时，油量不多，歹徒见希望落空，穷凶极恶地用刀刺伤了机长和副驾驶。机组人员和机上的保安与劫机男子背水一战，两名乘客也上前帮忙。在搏斗中，劫机男子的枪居然被掰断了，大家这才发觉是假枪。搏斗中一名航空安全员用警棍击中歹徒头部，歹徒更加穷凶极恶，厮打中歹徒被自己的凶器刺中毙命（一说安全员挥起安全斧对准歹徒头部劈了下去脑浆迸裂）。9：30左右，受伤的副驾驶将飞机降落在了最近的济南机场。伤员被迅速送往当地医院治疗，没有生命危险。当晚，飞机载着所有乘客回到了北京。